# Michel Kreder
Michel Kreder (* 15. August 1987 in Den Haag) ist ein ehemaliger niederländischer Radrennfahrer.

## Karriere
Michel Kreder gewann 2004 als Juniorenfahrer den Grand Prix Pommeroeul und eine Etappe bei der Route de l’Avenir, wo er auch Gesamtzweiter wurde. In der nächsten Saison war er dort wieder auf einem Teilstück erfolgreich. Außerdem gewann er jeweils eine Etappe beim Giro delle Toscana und bei der Trophée Centre Morbihan. Bei den Bahnweltmeisterschaften der Junioren in Wien gewann Kreder die Silbermedaille im Punktefahren.
2006 erhielt Kreder bei dem belgische UCI Continental Team Unibet-Davo seinen ersten Vertrag. In seiner zweiten Saison dort gewann er eine Etappe bei der Internationalen Thüringen Rundfahrt. In den folgenden Jahren gelangen ihm weitere Etappensiege, darunter beim Circuit Cycliste Sarthe, bei der Tour Méditerranéen und bei den 4 Jours de Dunkerque. Zwischen 2010 und 2017 startete er vier Mal bei der Vuelta a España. 2019 beendete er seine Radsportlaufbahn.

## Familie
Michael Kreder stammt aus einer Radsportfamilie: Sein Bruder Raymond ist ebenfalls Radrennfahrer wie auch sein Cousin Wesley.

## Erfolge

### Straße
2007
- eine Etappe Internationale Thüringen Rundfahrt

2008
- eine Etappe Circuito Montañés
- eine Etappe Tour Alsace

2009
- eine Etappe Circuit de Lorraine
- eine Etappe Circuito Montañés

2011
- eine Etappe Circuit Cycliste Sarthe

2012
- zwei Etappen Tour Méditerranéen
- eine Etappe Circuit Cycliste Sarthe

2013
- eine Etappe 4 Jours de Dunkerque

### Bahn
2003
- Niederländischer Jugend-Meister – Omnium

2005
- Junioren-Weltmeisterschaft – Punktefahren

## Teams
- 2006 Unibet-Davo
- 2007 Davo
- 2008 Rabobank Continental
- 2009 Rabobank Continental
- 2010 Garmin-Transitions
- 2011 Team Garmin-Cervélo
- 2012 Garmin-Sharp
- 2013 Garmin Sharp
- 2014 Wanty-Groupe Gobert
- 2015 Roompot Oranje Peloton
- 2016 Roompot Oranje Peloton
- 2017 Aqua Blue Sport
- 2018 Aqua Blue Sport
- 2019 Ningxia Sports Lottery-Livall Cycling Team